# تشوو سونغ-هو
تشوو سونغ-هو (هانغل: 추성호) هو لاعب كرة قدم كوري جنوبي في مركز الدفاع، ولد في 26 أغسطس 1987 في كوريا الجنوبية. لعب مع نادي بوسان أي بارك.

## وصلات خارجية
- تشوو سونغ-هو على موقع دوري كوريا الجنوبية (الإنجليزية)
- تشوو سونغ-هو على موقع قاعدة بيانات كرة القدم.إي يو (الإنجليزية)
- تشوو سونغ-هو على موقع Soccerway.com (الإنجليزية)